# 中央砲郭艦

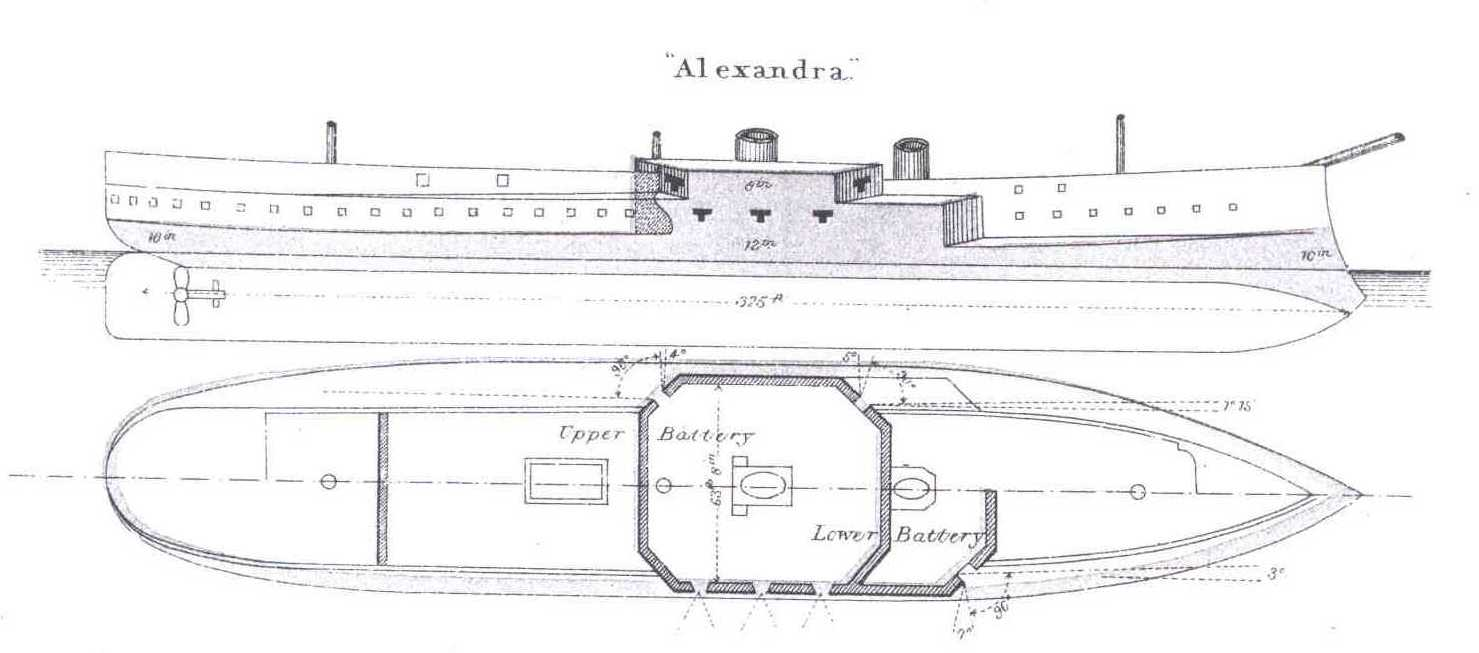
計画 HMS アレクサンドラ

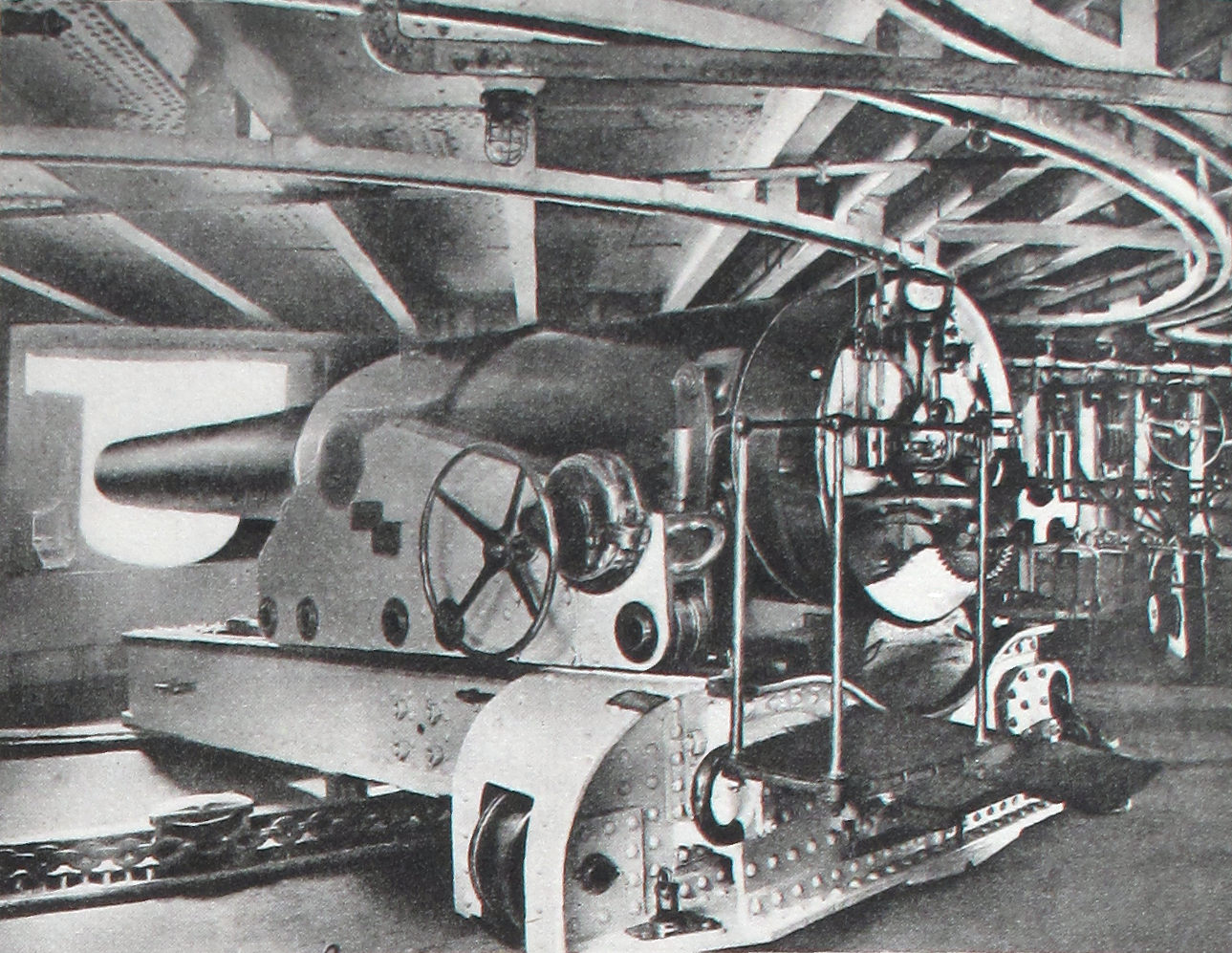
装甲艦の24cm砲

中央砲郭艦(ちゅうおうほうかくかん 英:Central battery ship)とは、1860年代の装甲艦の一種であり、従来のフリゲートのように舷側全体に多数の砲を配置するのではなく、艦体中央部に大型の砲を集中して搭載した艦である。

## 概要
中央砲郭艦の建造は南北戦争中の1862年に戦った装甲艦間の最初の戦いである ハンプトン・ローズ海戦から得られた経験によって大幅に後押しされた。初期の中央砲郭艦で有名なものの一つは南軍の装甲艦バージニアである。バージニアは、乾舷は低いものの、本質的には中央砲門艦だった。
HMSウォーリアなどのような初期の装甲艦は、舷側全体に砲を並べる従来型の砲配置の船体に装甲を施したため装甲帯が長く薄くなりがちだった。 
一方中央砲郭艦では、機関の近い艦体中央部に大口径の砲を集中配置したため、機関や砲などを効率的に防御できた。機関の近い艦体中央部に少数の大型の砲を集中配置することによって、装甲帯を短くしても効率的に戦闘力を維持することができ、さらに装甲を厚くすることができた。
しかし、中央砲郭艦は艦体中央部の舷側に砲を搭載するため、前方に砲を指向することはできなかった。このため、中央砲郭艦は砲塔を搭載し前後方にも砲を指向できる砲塔艦に取って代わられることになった。

## 中央砲郭艦の例
イギリス
- HMS べレロフォン(英)
- HMS ハーキュリーズ(英)

オーストリア
- SMS リッサ(英)
- SMS カイザー(英)
- SMS クストーザ(英)
- SMS Erzherzog Albrecht(英)

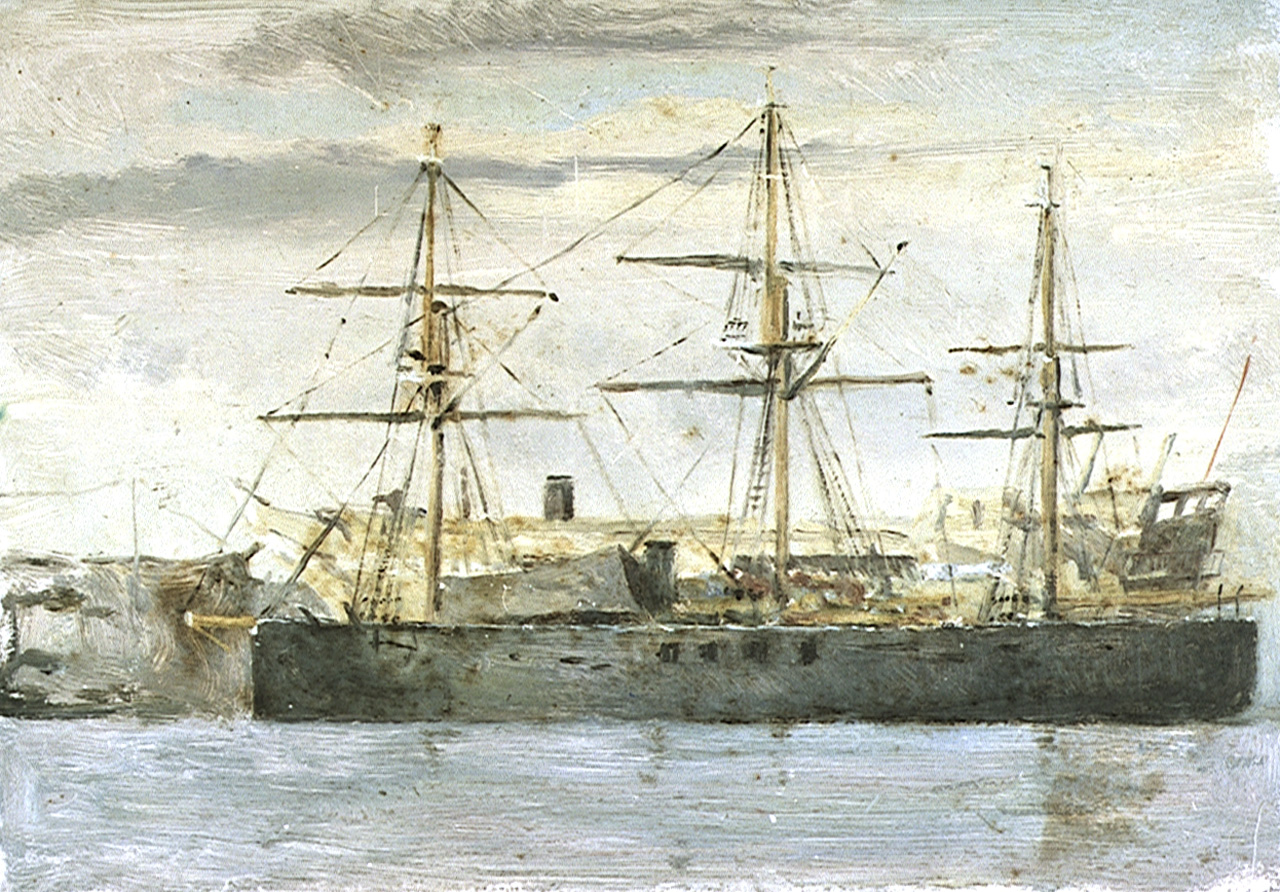
イギリス海軍の中央砲門装甲艦、1860年頃

- SMS Tegetthoff(英)

ドイツ
- カイザー級装甲艦(英)

ギリシャ
- Vasilefs Georgios(英)

イタリア
- Venezia(英)
- プリンシペ・アメデオ級装甲艦(英)

チリ
- ブランコ・エンカラダ(英)
- アルミランテ・コクラン(英)

日本
- 扶桑艦

## 参照
- Box battery